# Ground Master 200
Ground Master 200 (GM200) er en luftværnsradarmodel i Ground Master serien fra Thales Group.
GM200 MM/C varianten kan opdage fly, droner, raketter og granater på op til 400 kilometers afstand.
Det danske forsvar annoncerede i september 2022 at de vil indgå kontrakt om køb af fem styk af typen GM200 MM/C til i alt 540 millioner kroner.